# Le Vent sombre
Le Vent sombre (titre original : The Dark Wind) est un roman policier de Tony Hillerman paru en 1982. C'est le deuxième roman où apparaît le jeune policier navajo Jim Chee.

## Résumé
Dans ce roman, il est fait allusion à la dispute entre Navajos et Hopis pour les terres, à un avion qui s'écrase, au trafic de cocaïne et au vandalisme d'un moulin à vent.

## Adaptation
- 1991 : Le Vent sombre (The Dark Wind), film américain réalisé par Errol Morris, avec Lou Diamond Phillips dans le rôle de Jim Chee. Produit par Robert Redford, le film est renié par un très exigeant Tony Hillerman[réf. nécessaire].